# Joseph Albert Sullivan
Pour les articles homonymes, voir Joseph Sullivan et Sullivan.
Joseph Albert Taylor Sullivan, né le 8 janvier 1901 à Scarborough et mort le 30 septembre 1988 dans la même ville, est un joueur de hockey sur glace et homme politique canadien.
Il est médaillé d'or avec l'équipe du Canada de hockey sur glace aux Jeux olympiques d'hiver de 1928 à Saint-Moritz. Membre du Parti progressiste-conservateur du Canada, il est membre du Sénat du Canada du 12 octobre 1957 au 18 février 1985.
Il est le frère de Francis Sullivan.

## Décorations
- Ordre équestre du Saint-Sépulcre de Jérusalem

| Chevalier de l'ordre équestre du Saint-Sépulcre de Jérusalem |

- Vatican

 Commandeur de l'ordre de Saint-Grégoire-le-Grand